# МеМЗ-307
Основна стаття: МеМЗ-245
МеМЗ-307 — чотирициліндровий рядний бензиновий двигун внутрішнього згорання з водяним охолодженням виробництва Мелітопольського моторного заводу. Це модифікація двигуна МеМЗ-301 з комплексною системою управління двигуном (КСУД).

## Історія
У 2002 році вперше в Україні розроблена конструкція двигуна МеМЗ-307 об'ємом 1,3 л, потужністю 75 к.с. з системою розгорнутого впорскування палива й електронною системою управління двигуном. Розпочато серійне виробництво силового агрегату МеМЗ-307 для автомобіля ЗАЗ Sens.
У 2003 році розпочато виробництво силових агрегатів МеМЗ-3071 для автомобіля ЗАЗ-1103 Славута з нормами токсичності Євро-2. Об'єм двигуна не змінився, а потужність було зменшено до 70 к.с..
У 2005 році розроблено двигун МеМЗ-317 на базі МеМЗ-307 об'ємом 1,4 л, потужністю 77 к.с. для установки на автомобіль ЗАЗ Lanos T150 виробництва ЗАТ «ЗАЗ» в комплектації з коробкою передач Lanos. Розпочато підготовку виробництва.
У 2006 році на конвеєрі складального цеху зібрані 10 двигунів МеМЗ-317 і передані на Запорізький автозавод для комплектації автомобілів ЗАЗ Lanos T150.

## Опис
Двигуни МеМЗ-307 призначені для установки на легкові автомобілі з колісною формулою 4×2 і повною масою до 1,4 тонни. Робочий об'єм двигуна складає 1,299 л, потужність 70 к.с. при 5800 об/хв, крутний момент 107,8 Нм при 3000-3500 об/хв, порядок роботи циліндрів 1-3-4-2, діаметр циліндра 75 мм, хід поршня 73,5 мм, ступінь стиску 9,8. Маса заправленого рідинами двигуна 130 кг (суха маса — 98,5 кг).

### Система живлення
Система живлення — розподілене уприскування палива з електронним управлінням паливоподачі і моментом запалювання.

### Система змазки
Система змащення — комбінована з мокрим картером. Під тиском змащуються корінні й шатунні підшипники, шийки розподільного валу, осі коромисел. Інші деталі змащуються розбризкуванням.
Масляний насос — внутрішнього зачеплення, односекційний.
Масляні фільтри — повнопотоковий, з паперовим елементом, і сітчастий маслоприймача.
Тиск масла в системі змащення двигуна при температурі масла в масляному картері плюс 80 °С — не менше 0,4 МПа (4,0 кгс/см²) при частоті обертання колінчастого валу 4000 об/хв, і не менш 0,085 МПа (0,85 кгс/см²) при частоті обертання 870-940 об/хв.
Заправні обсяги системи змащення — 3,45 л.
Мастило двигуна:
- масла моторні з класом в'язкості за класифікацією SAE: 20W40, 15W40, 10W40, 5W40 і рівнем експлуатаційних властивостей за класифікацією API: SF, SG, SH, SJ;
- масла моторні всесезонні універсальні по ГОСТ 10541: М-63/12Г1, М-5з/10Г1, М-4з/6в1 і за технічними умовами: АЗМОЛ М15/4040 "Супер" ТУ У 00152365.060, АЗМОЛ "Лідер" 5W-40 ТУ У 0152365.081, АЗМОЛ "Фаворит-2" 10W-40 ТУ У 00152365.082.

### Система охолодження
Система охолодження — рідинна, закритого типу. Водяний насос — відцентровий.
Система охолодження забезпечує температуру охолоджуючої рідини на виході з двигуна в межах +82-95 °С. Допускається короткочасне (не більше 40 хв.) підвищення температури охолоджуючої рідини до плюс 103 °С, при відсутності її кипіння в специфічних умовах дорожнього руху автомобіля (гірські дороги, бездоріжжя, рух у місті в години пік — затори).
Заправні обсяги системи охолодження — 7 л (ТОСОЛ А-40М або ТОСОЛ А-65М).

### Електрообладнання
Електрообладнання — батарейне, однопровідне, номінальна напруга 12 В. Негативні клеми джерел струму підключені до маси.
Управління двигуном здійснює комплексна система управління двигуном (КСУД):
- контролер або електронний блок управління двигуном (ЕБУ) «Мікас 7.6»;
- датчик концентрації кисню;
- регулятор холостого ходу;
- датчик положення дросельної заслінки;
- датчик детонації;
- датчик температури охолоджуючої рідини;
- датчик тиску оливи;
- датчик положення колінчастого валу;
- датчик швидкості автомобіля;
- датчик температури повітря та абсолютного тиску.

Генератор — з вбудованим регулятором напруги (14 В) і конденсатором.
Стартер — з електромагнітним тяговим реле, правого напрямку обертання, пускова потужність — не менше 1 кВт.